# イギリス＝トルコ海賊

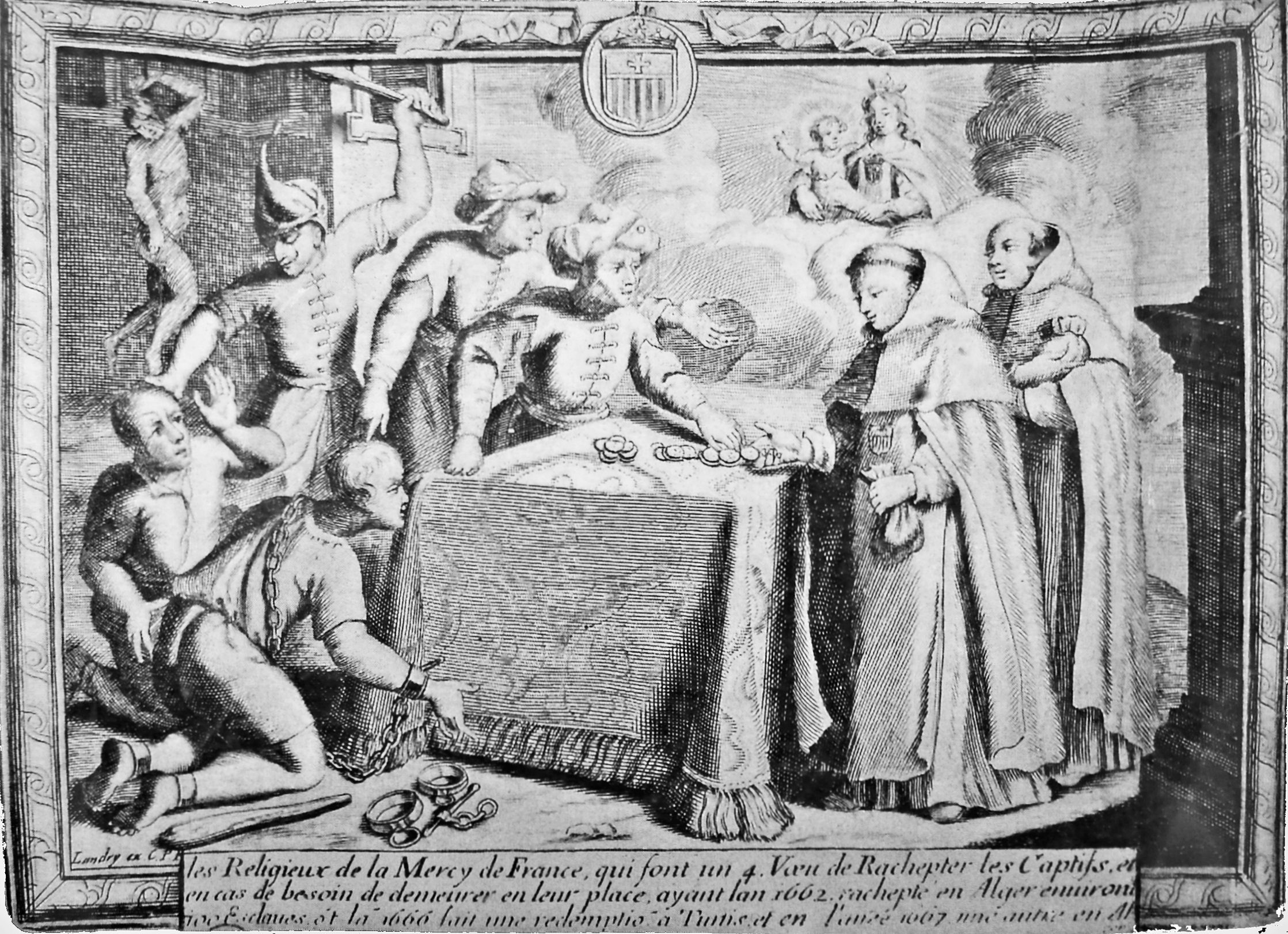
北アフリカ諸国におけるカトリック修道僧による商い.

イギリス＝トルコ海賊　は、17世紀に、北アフリカ海賊（バルバリア海賊）とイギリス海賊の、カトリックの船に対する共同した活動を示す言葉である。

## イギリスとトルコの共同
プロテスタントと、イスラムのトルコ、より詳しく言えば北アフリカの海賊（バルバリア海賊）とは、カトリックのヨーロッパという共通の敵に対して共同戦線を張っていた。これは、宗教戦争の脈絡の中で見られる、プロテスタントとカトリックで争われた血なまぐさい戦いである。同時に、反プロテスタントの政策を進めるスペイン、ポルトガルとフランスが、イギリスとムスリムの共同の敵であった。 1604年にスペインとの休戦条約が結ばれた後も、英王室が困惑するにも拘わらず、他国の庇護のもと、イギリスの海賊は活発に戦いと略奪を続けようとしていたのである。
1603年6月にイギリスのジェームズ1世が私掠行為の終息を公式に宣言した後も、北アフリカのムスリム海賊において、海賊行為はまた職業の一種であった。さらに、信仰と同様にイギリスの国籍を捨てても、キリスト教徒の船を攻撃することは、財政的な成功をもたらす道であった。。1610年までに、イギリスに背いた海賊の富は、演劇の主題になるほど有名になっていたので、国に戻ることを希望するものに、王は、恩赦を与えざるをえなかった。

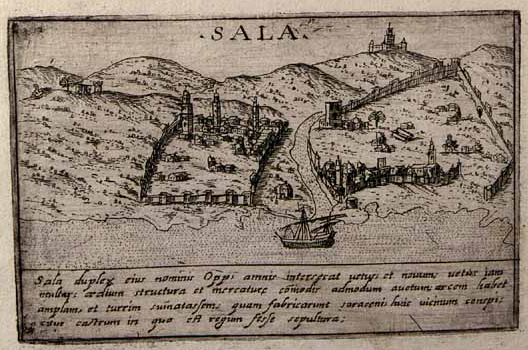
サレは、イギリス=トルコ海賊の基地の一つである。

同じ目的を持つオランダの海賊もイギリスの海賊と同様、この活動に参加している。カトリックの船は攻撃され、捕虜は、アルジェリアや、他の北アフリカの場所に連れて行かれ、奴隷として売られた。以下のイギリス海賊は重要である。 ジャック・ワード、 ヘンリー・メインワーリング、 ロバート・ワルシンガムと ピーター・イーストンは、北アフリカで活動する海賊の中でも、デイの称号を持つようになった。オランダの海賊の中でも有名なのは、ゼイメン・ダンゼケル、 サロモ・ドゥ・フェーンブールとヤン・ヤンスゾーン。ワードやダンゼケルなどの何人かは、イスラムに改宗して「トラドコート」と呼ばれた。メインワーリングは、優先的にスペイン船を攻撃し、イギリスの船を避けたと言われているが、全体的に見るとどの国の船も攻撃している.。ワルシンガムはキリスト教徒のガレー船から、トルコ人捕虜を解放し、北アフリカの奴隷市場でキリスト教徒の捕虜を売ったことで知られている。ヤンスゾーンは、北アフリカで捕虜を売るために、アイスランドの「トルコの拉致」で知られる長距離の掠奪を行っている。
当時の手紙には、次のように記されている。
「我がイギリスの海賊によって毎日多くの物資、商品、宝石や宝物が奪われ、アララック、アルジェリアとチュニスに運ばれている。それは、ムール人やトルコ人を豊かにし、キリスト教徒を貧しくしている。」—ポルトガルからイギリスに送られた当時の手紙
カトリックに対する宗教的な拮抗作用を共有するだけでなく、北アフリカ諸国は、プロテスタントの海賊に経済的利益だけでなく、社会的流動性を与えた。というのも、北アフリカ諸国は当時最も国際的な環境を有していたからである。

## カトリックの反応

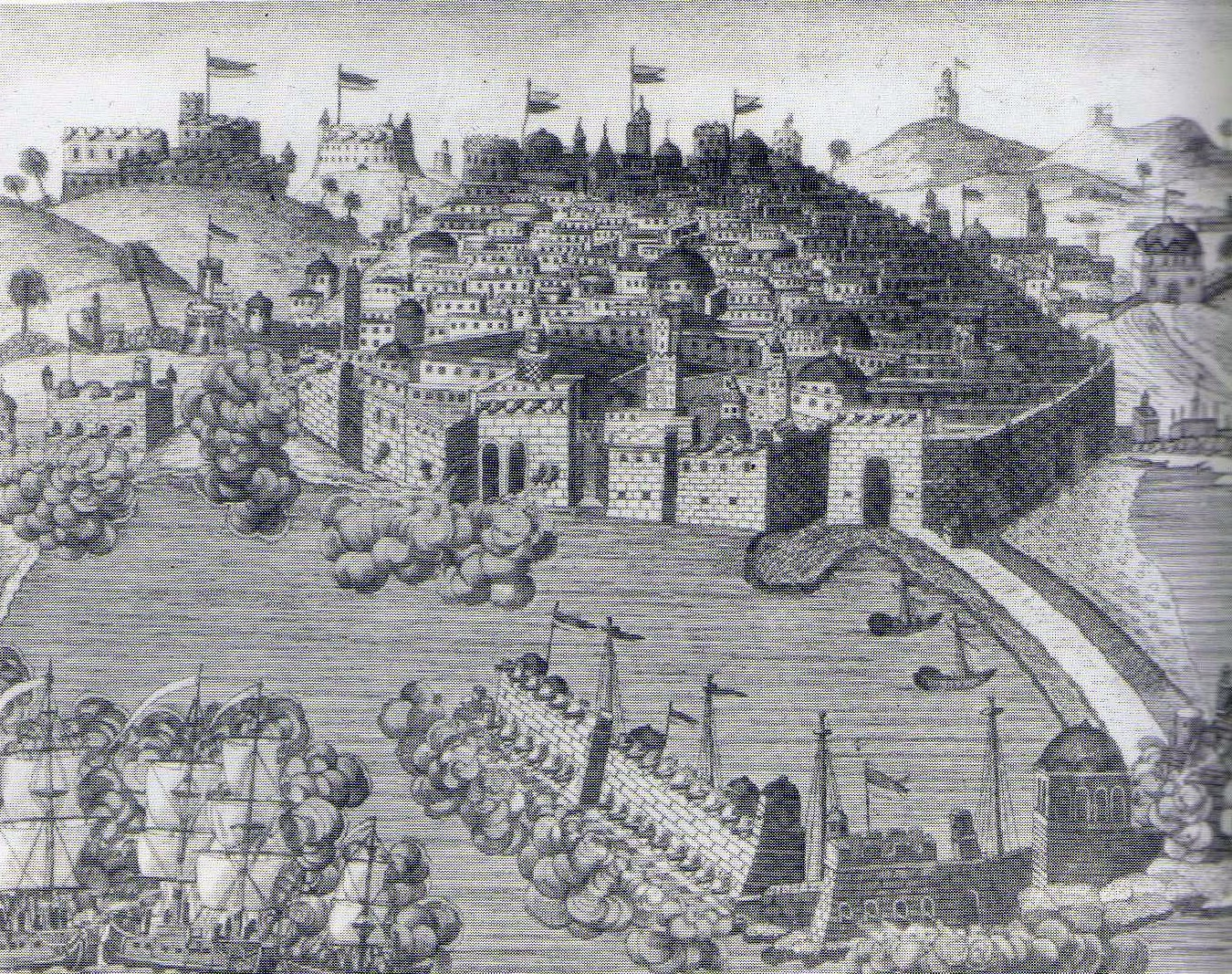
1682年のアルジェ砲撃。アブラハム・ドュケスネの絵

フランス＝オスマン同盟を結んでいたフランスは、1607年にオスマン帝国のスルタンと共に、イギリスとオランダの海賊がフランスの船を攻撃するために北アフリカにおける基地の使用が許可されていることに正式に抗議した。これは、フランスにとって、当時「トルコ＝カルヴァン派」として知られているカトリックに対する明らかな陰謀であった。
1615年、これらの行為を抑制するために、スペインは、海賊と海賊行為に対して布告を行った。
1621年、キリスト教徒捕虜を解放するためにアルジェを攻撃した時、イギリスは、おそらくこの種の海賊行為に共同することに対して矛盾することになった。1629年、ルイ13世は、420名のフランス人捕虜を解放するためにサレを攻撃した。ルイ14世は、また、報復のため、アルジェを砲撃している。カトリックの宗教的要請により、特にヴァンサン・ド・ポール、彼自身奴隷にされていたことがあるが、の影響の強い 三位一体派とラザリスト会は、キリスト教徒の奴隷を解放するための身代金を目的として寄付金を蓄積した。1660年に聖ヴァンサン・ド・ポールが亡くなるまでに、1,200,000ルーブルを集め、1,200人の奴隷を解放した。